# چئونگنیئونگنوپو-دونگ
چئونگنیئونگنوپو-دونگ (به لاتین: Cheongnyeongnopo-dong) یک منطقهٔ مسکونی در کره جنوبی است که در Geumjeong District واقع شده‌است.